# Première Souffrance
Première Souffrance, (Erstes Leid), appelée aussi Premier Chagrin, est une nouvelle de l'auteur germanophone Franz Kafka écrite entre octobre 1921 et mai 1922 et publiée dans la revue Genius à l'automne de cette même année. Elle est éditée le 20 avril 1924 dans son recueil de nouvelles Un artiste de la faim où elle est en première place, avant Une Petite Femme, Un artiste de la faim et Joséphine la Cantatrice.

## Résumé
Cette nouvelle porte sur un trapéziste qui vit de plus en plus en haut de la coupole de son cirque, au milieu de ses trapèzes, sans en descendre. Cependant, il est perturbé par les multiples déplacements du cirque, qui est itinérant. Lors d'un voyage, il demande à son impresario un deuxième trapèze pour ses figure. L'impresario le lui concède sans hésiter. Mais il a des doutes sur la santé du trapéziste dont il perçoit les premiers signes de vieillesse sur son visage habituellement enfantin.

## Analyse
Même si Kafka a considéré que cette nouvelle était une « petite histoire répugnante », il l'a intégrée dans son recueil de nouvelle. En effet, cette nouvelle est bien plus dépouillée, et moins profonde et complexe que ses autres nouvelles.
Une analyse biographique peut aussi être approchée. Le trapéziste symboliserait Kafka, qui aimerait rester dans son travail d'écriture mais qui est constamment appelé par les impératifs de la vie quotidienne. À travers le personnage de l'impresario, c'est un portrait de son ami et soutien Max Brod qui peut  être vu